# Salone dei Cinquecento
Il Salone dei Cinquecento è la sala più grande e più importante sotto il profilo storico-artistico di Palazzo Vecchio a Firenze. Questa sala imponente ha una lunghezza di 54 metri, una larghezza di 23 e un'altezza di 18 metri. Per volume è la più grande sala in Italia realizzata per la gestione del potere civile. L'ultimo restauro risale al 2000-2001.
In realtà nel 1494 viene istituito il Consiglio Maggiore che era composto da 3600 membri. Si riunivano 1200 alla volta e quindi era detto il Consiglio terzato. Il Consiglio dei Cinquecento non è mai esistito durante l'epoca repubblicana e granducale

## Storia

### Savonarola

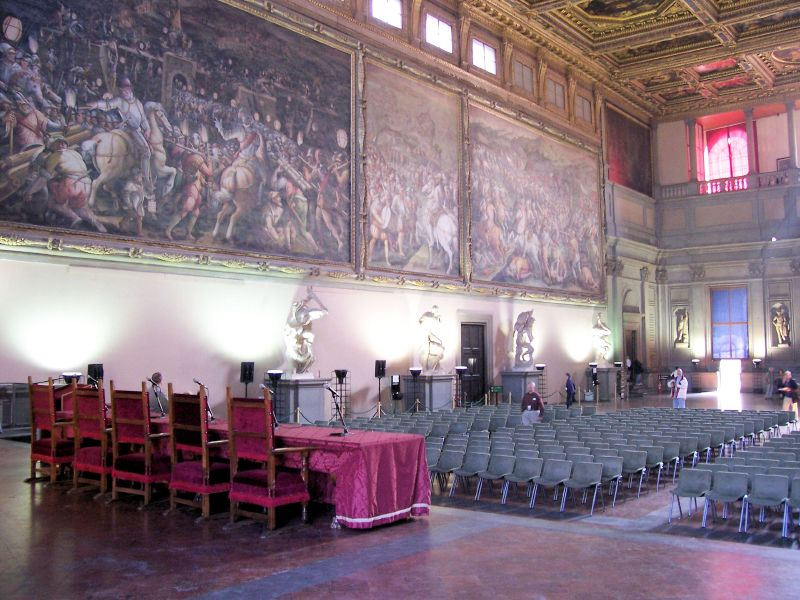
Veduta della sala

La sala si trova al primo piano del Palazzo e fa parte di un corpo aggiunto in secondo momento, adiacente alla parte originaria dell'epoca di Arnolfo di Cambio.
Fu costruita in soli sette mesi, tra il luglio 1495 e il febbraio 1496, da Simone del Pollaiolo detto il Cronaca e da Francesco di Domenico su commissione di Girolamo Savonarola. Il frate ferrarese era infatti il signore de facto di Firenze dopo la cacciata di Piero il Fatuo del 1494, e fu promotore di una riforma in senso popolare e plebiscitario delle istituzioni della Repubblica fiorentina, affinché nessun altro potesse accentrare il potere nelle sue mani attraverso uomini di fiducia, come avevano fatto Cosimo il Vecchio, Lorenzo il Magnifico e come aveva provato a fare suo figlio Piero senza successo. Savonarola allora dispose che fosse creato il Maggior Consiglio, formato da più di 1500 cittadini che si riunivano in sessioni successive, in modo che si "spalmasse" il potere decisionale sulla popolazione, rendendolo più difficilmente controllabile da un singolo, sul modello del Consiglio maggiore di Venezia.
Il frutto tangibile di queste riforme fu proprio la creazione del Salone dei Cinquecento nel palazzo governativo, che per l'epoca fu un notevolissimo sforzo ingegneristico. La sala era molto più bassa di quella attuale, ed arrivava al livello delle grosse cornici in pietra serena che ancora oggi si osservano, molto più simile che oggi alla Sala del Maggior Consiglio a Venezia alla quale si ispirava sia nelle forme che nelle funzioni. La forma leggermente strombata delle pareti nord e sud era inoltre dovuta alla forma degli edifici più antichi dei quali sfruttò le antiche murature, a loro volta appoggiati sui resti del teatro romano di Firenze. Inoltre, in linea con i principi di rigore savonaroliani, la sala era molto spartana e quasi priva di decorazioni.
L'istituzione del Consiglio dei Cinquecento, sebbene avesse complicato la governabilità della Repubblica, rimase attiva anche dopo la fine di Savonarola, il quale venne giustiziato come eretico nel 1498 sotto scomunica di papa Alessandro VI.

### Leonardo e Michelangelo

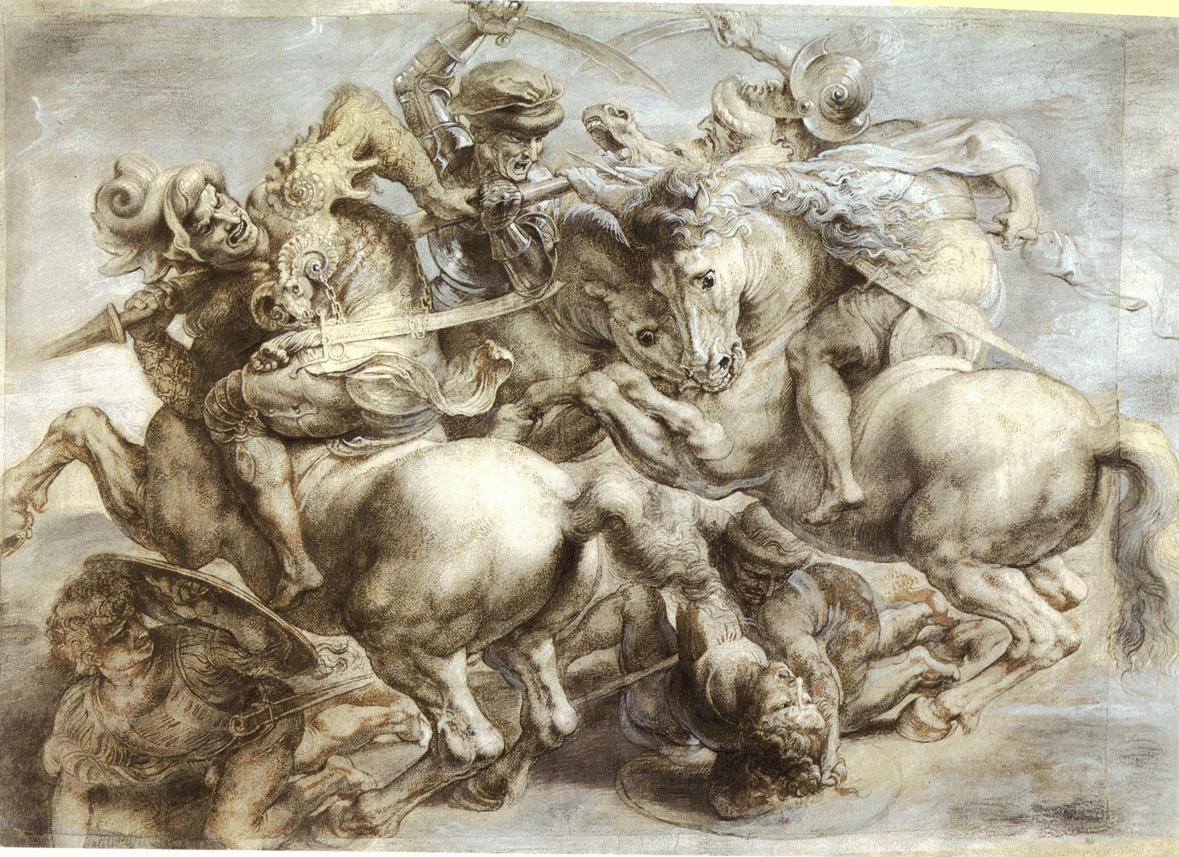
La Battaglia di Anghiari di Leonardo, copia di Rubens al Museo del Louvre

Fu il gonfaloniere a vita Pier Soderini per primo a preoccuparsi della decorazione della sala, riuscendo ad accordarsi con i due più grandi artisti fiorentini dell'epoca, Leonardo da Vinci e Michelangelo Buonarroti, per la realizzazione di due grandi affreschi (circa 17x7 metri) per decorare le pareti della sala, con scene di battaglia che celebrassero le vittorie della Repubblica (1503).
Leonardo iniziò a realizzare la Battaglia di Anghiari, mentre a Michelangelo venne destinata un'altra porzione di parete per la Battaglia di Cascina. I due affreschi monumentali (si parla di misure che vanno dai 5 ai 7 metri in altezza e dai 18 ai 17,5 in larghezza) si dovevano trovare sul lato maggiore a est, ai lati del seggio del gonfaloniere, Michelangelo a sinistra e Leonardo a destra, mentre sul lato opposto doveva trovarsi un altare, quindi inadatto alla rappresentazione profana.
I due maestri del Rinascimento avrebbero avuto così modo di lavorare per un certo periodo faccia a faccia, ma nessuna delle loro opere fu mai completata: Leonardo sperimentò la tecnica dell'encausto, che si rivelò disastrosa, rovinando irrimediabilmente l'opera, mentre Michelangelo si fermò al solo cartone, prima di partire per Roma chiamato da Papa Giulio II. Entrambe le opere originali sono andate perdute, ma per entrambe ci sono pervenute delle copie e dei disegni preparatori.

### Cosimo I

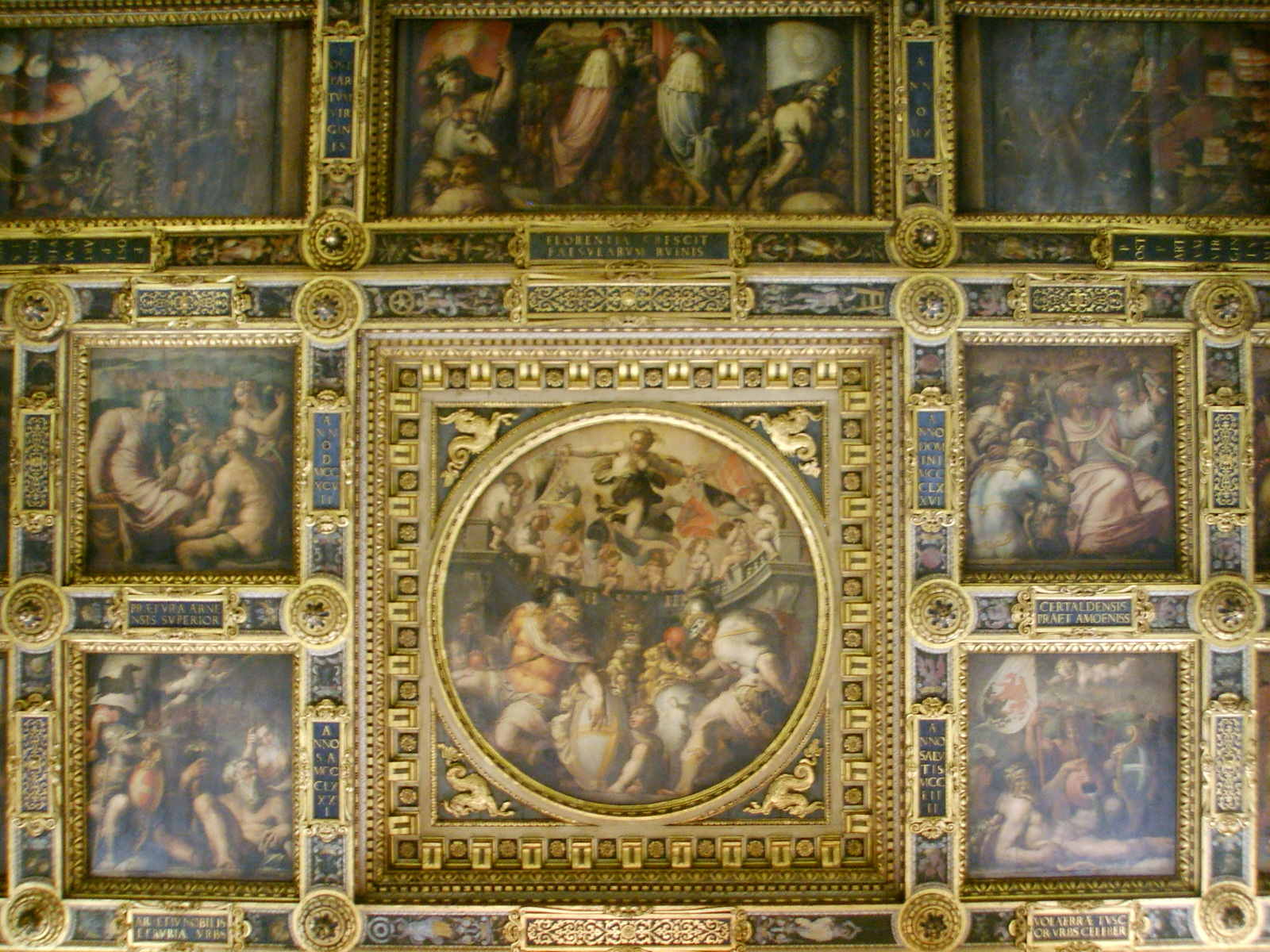
Apoteosi di Cosimo I, soffitto

Con l'arrivo di Cosimo I de' Medici e la sua nomina imperiale a Duca (poi Granduca su concessione papale), egli scelse Palazzo Vecchio (all'epoca chiamato Palazzo di Piazza) come residenza della sua corte e in quel periodo il palazzo subì una radicale trasformazione, soprattutto ad opera di Giorgio Vasari. Il Salone dei Cinquecento, da luogo di celebrazione della potenza della Repubblica, divenne allora il salone di rappresentanza del duca, dove egli riceveva gli ambasciatori e dava udienza al popolo. Il tema della decorazione ebbe un totale cambio di rotta, venendo ora a essere l'esaltazione e la glorificazione di Cosimo e della sua casata. Per accentuare l'imponenza della sala, Vasari, che vi lavorò dal 1555 al 1572, innalzò il soffitto di ben 7 metri (su suggerimento di Michelangelo Buonarroti), coprendo con una struttura a cassettoni magnificamente decorata il sistema delle capriate. Le capriate furono costruite ingegnosamente, in una doppia serie a livelli diversi: alternativamente una capriata sorregge il peso del tetto ed una trattiene, grazie ad ancoraggi, i cassettoni sottostanti.
Naturalmente furono impiegati numerosi collaboratori, tra i quali Livio Agresti. Non sappiamo se Vasari distrusse o coprì soltanto il lavoro di Leonardo: egli era un grande estimatore del maestro e difficilmente avrebbe distrutto una sua opera, seppure danneggiata. Recenti studi hanno messo in luce la presenza di due muri uno appoggiato sull'altro, ma non si è riusciti a stabilire se sia il muro della Battaglia di Anghiari.

### Parlamento di Firenze Capitale
Al tempo in cui Firenze fu capitale del Regno d'Italia, si riunì qui la camera dei deputati (1865-1871).

## La decorazione

### Il soffitto
Il mirabile soffitto a cassettoni presenta una serie di pitture sul tema dell'esaltazione di Cosimo I, delle sue opere e della sua casata, incorniciate da magnifici intagli dorati. Venne messo in opera tra il 1563 e il 1565.
I 42 riquadri vennero eseguiti da una squadra di più pittori coordinati dal Vasari, mentre il soggetto iconografico fu curato da Vincenzo Borghini: nei bozzetti originali il centro doveva essere occupato da un'allegoria di Firenze, ma fu Cosimo stesso a volere che nel centro vi fosse rappresentato lui stesso in gloria e così fu. I pittori che parteciparono alla decorazione, oltre al Vasari stesso furono: Giovanni Stradano, Jacopo Zucchi, Giovanni Battista Naldini, Stefano Veltroni, Tommaso di Battista del Verrocchio, Prospero Fontana, Marco Marchetti da Faenza, Orazio Porta, Santi di Tito e Ridolfo del Ghirlandaio.
Attorno al pannello centrale con Cosimo I in apoteosi si possono riconoscere alcune allegorie dei quartieri di Firenze e dei domini del Ducato in atto di sottomissione al Duca, episodi della guerra di Pisa (1496-1509) e della Guerra di Siena (1552-1559), oltre ai ritratti di alcuni collaboratori del Vasari.

### La tribuna dell'Udienza

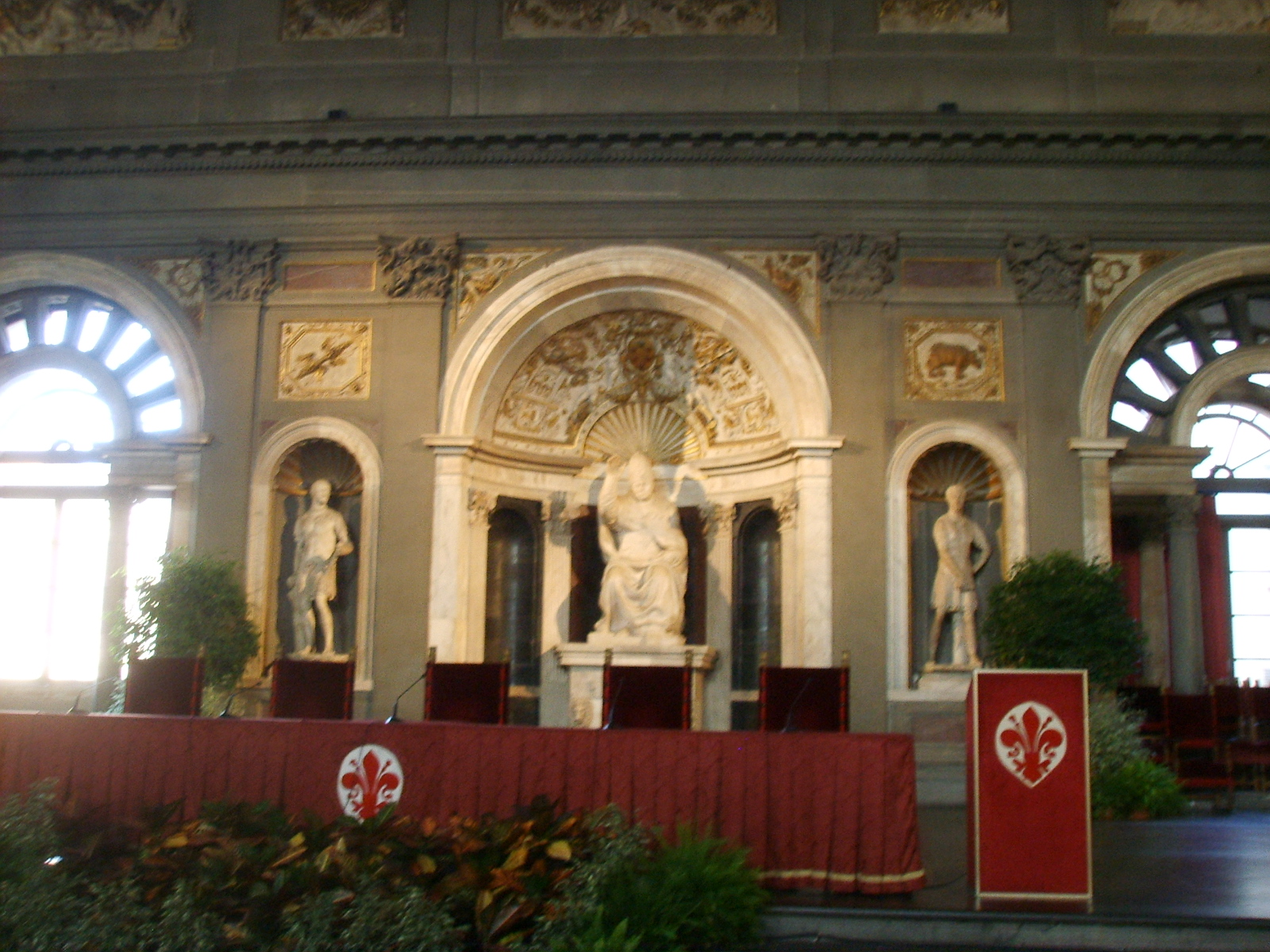
L'Udienza

In fondo alla sala, verso la testata nord, vi è una zona rialzata di alcuni gradini denominata Tribuna dell'Udienza, destinata ad accogliere il trono del duca. Fu una delle prime aree ad essere modificate da Cosimo, su progetto di Giuliano di Baccio d'Agnolo e Baccio Bandinelli tra il 1542 e il 1543. Fu ristrutturata da Emilio De Fabris nel 1882.
L'architettura dell'Udienza si ispira a un arco di trionfo romano, quinta ideale per l'esaltazione del potere del sovrano, con una serie di nicchie contenenti statue di esponenti della famiglia Medici, paraste con capitelli in pietra serena, riquadri e stucchi dorati.
In particolare sono presenti due archi più grandi con le statue dei due papi medicei, chiari esempi di glorificazione dinastica: al centro Papa Leone X di Baccio Bandinelli e Vincenzo de' Rossi; a destra Clemente VII che incorona Carlo V, di Baccio Bandinelli (il papa) e Giovanni Battista Caccini (l'imperatore). Le altre quattro nicchie contengono altri personaggi medicei ciascuno sormontato da un riquadro che contiene un'"impresa", un simbolo cioè della sua personalità:
- Cosimo I del Bandinelli con l'impresa della tartaruga con la vela, secondo il suo motto "affrettati lentamente", ripreso dall'Imperatore Augusto;
- Giovanni dalle Bande Nere del Bandinelli con l'impresa della saetta;
- Alessandro de' Medici del Bandinelli con un rinoceronte, simbolo di forza;
- Francesco I di Giovanni Battista Caccini con una donnola e il motto "AMAT VICTORIA CURAM".

### La testata sud
La testata sud della sala fu l'ultima ad essere completata. Esisteva un progetto di Bartolomeo Ammannati mai completato (1555-1563), per il quale egli aveva già scolpito alcune statue che oggi sono state collocate nel cortile del Bargello. Doveva comprendere una fontana con Giunone al centro circondata dalle rappresentazioni dell'Arno e dell'Arbia e sormontata da una divinità femminile, forse la Terra. Le statue, terminate entro il 1561, si trovavano sotto la Loggia della Signoria e dovevano essere collocate a palazzo per le nozze di Francesco I, ma egli preferì farle trasferire nella villa di Pratolino. Nel 1589 Ferdinando I, in vista delle sue nozze con Cristina di Lorena, fece di nuovo trasferire la fontana a Palazzo Pitti, collocandola sulla terrazza del cortile dove oggi si trova la Fontana del Carciofo. Da lì le statue vennero di nuovo smontate nel 1635 e trasportate nel giardino del Casino di San Marco, per poi tornare, smembrate e collocate in vari luoghi, a Boboli nel 1739 per i festeggiamenti per l'arrivo di Francesco di Lorena. In tempi diversi confluirono poi a Bargello nella collocazione attuale.
Una nuova sistemazione venne progettata all'epoca di Firenze Capitale da Emilio De Fabris, con una serie di nicchie. In quella centrale si trovava la statua di Girolamo Savonarola di Enrico Pazzi (1872), oggi al centro di piazza Savonarola dal 1921. Oggi vi si trovano nelle nicchie laterali quattro statue di epoca romana.
In alto questo lato presenta una terrazza, alla quale si accede nel percorso museale.

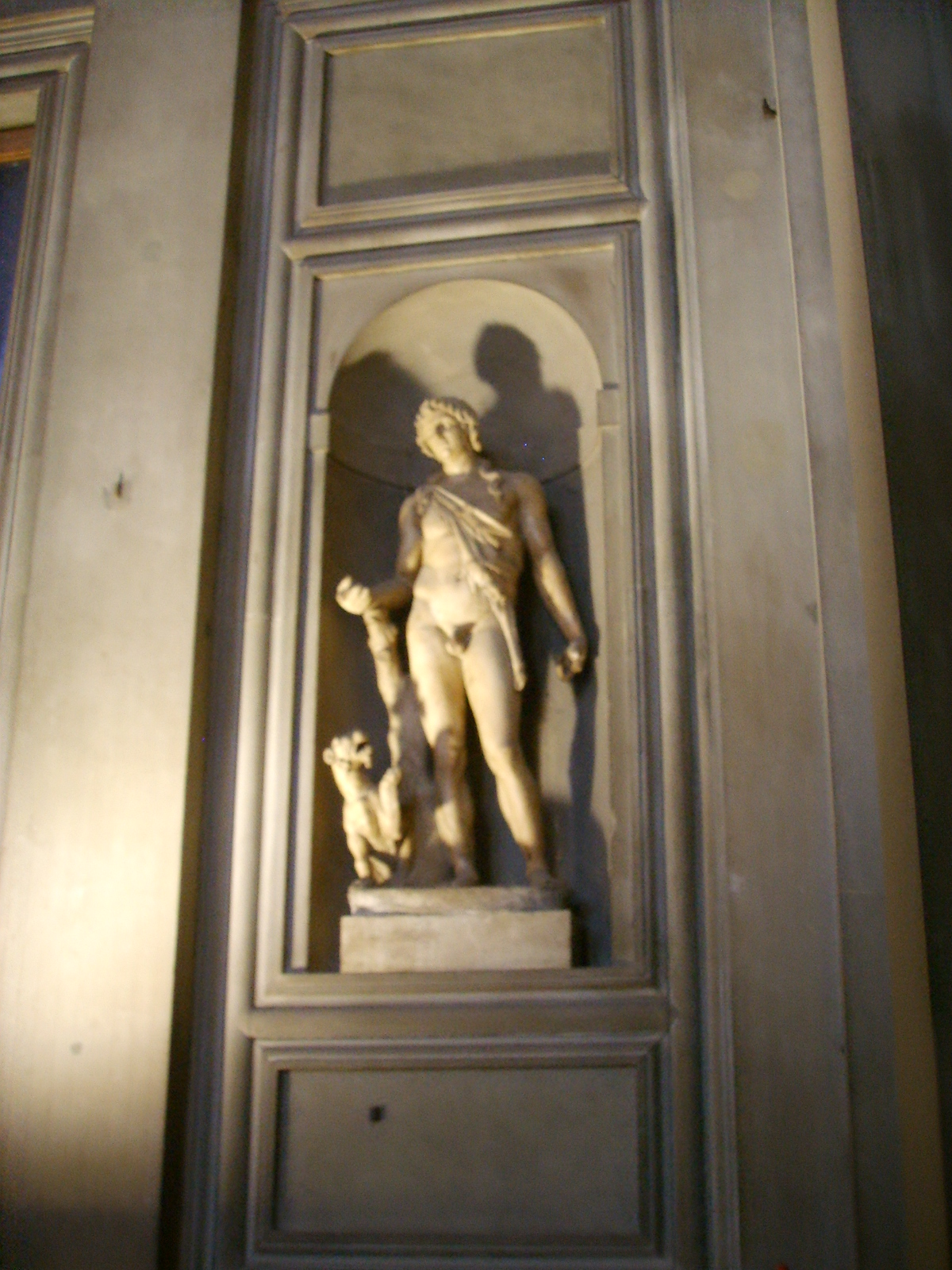
Statua romana
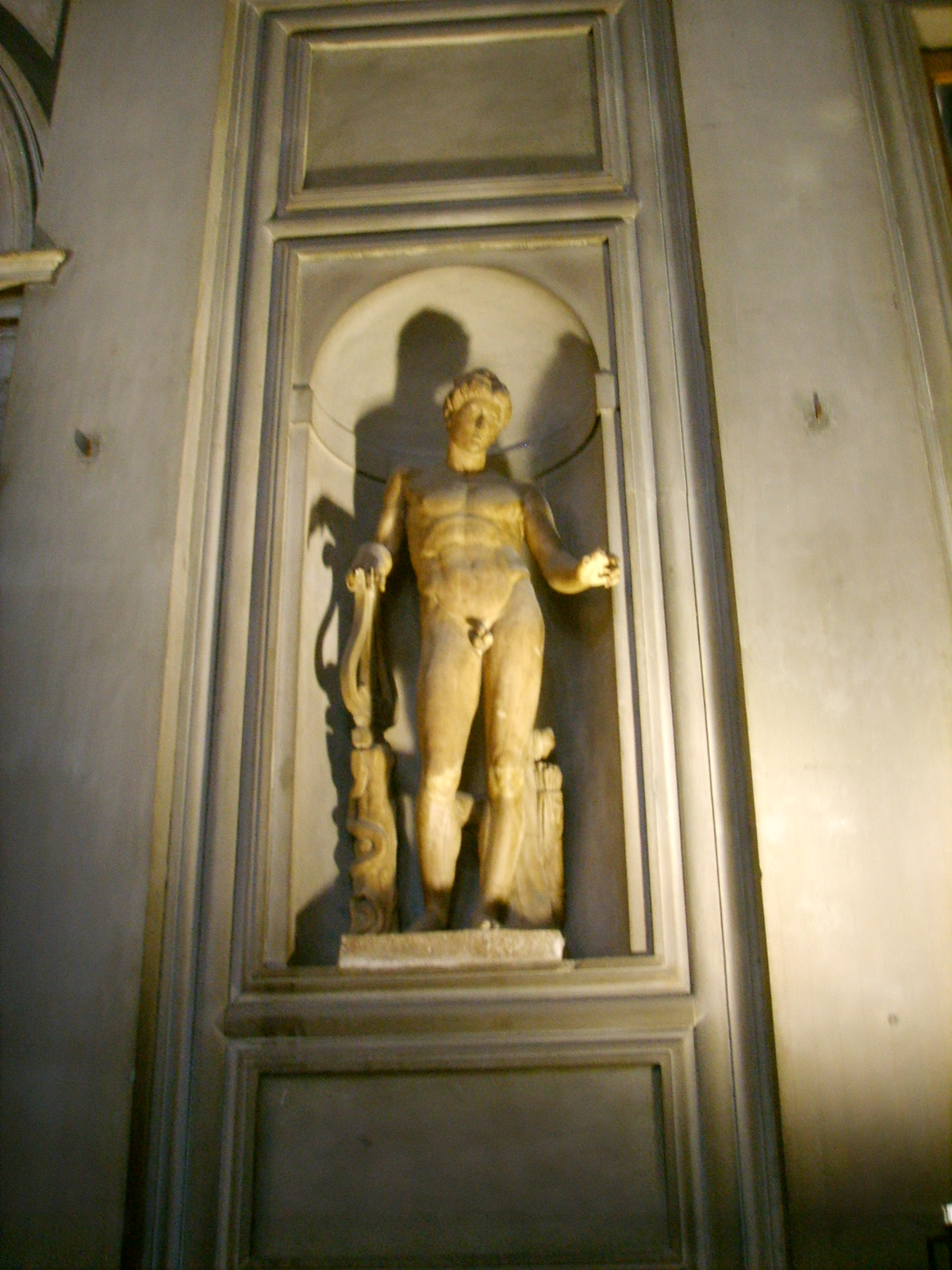
Statua romana
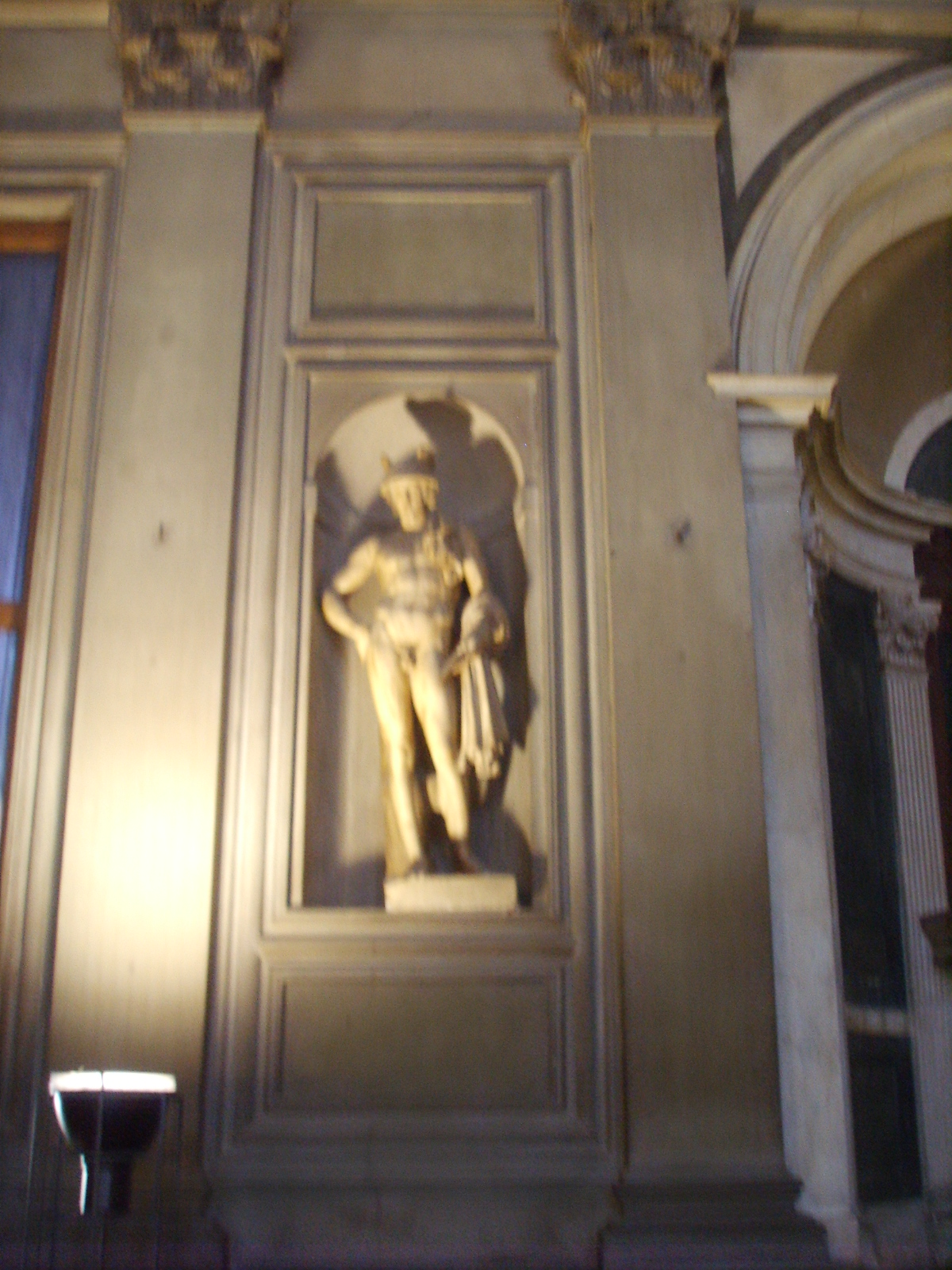
Statua romana
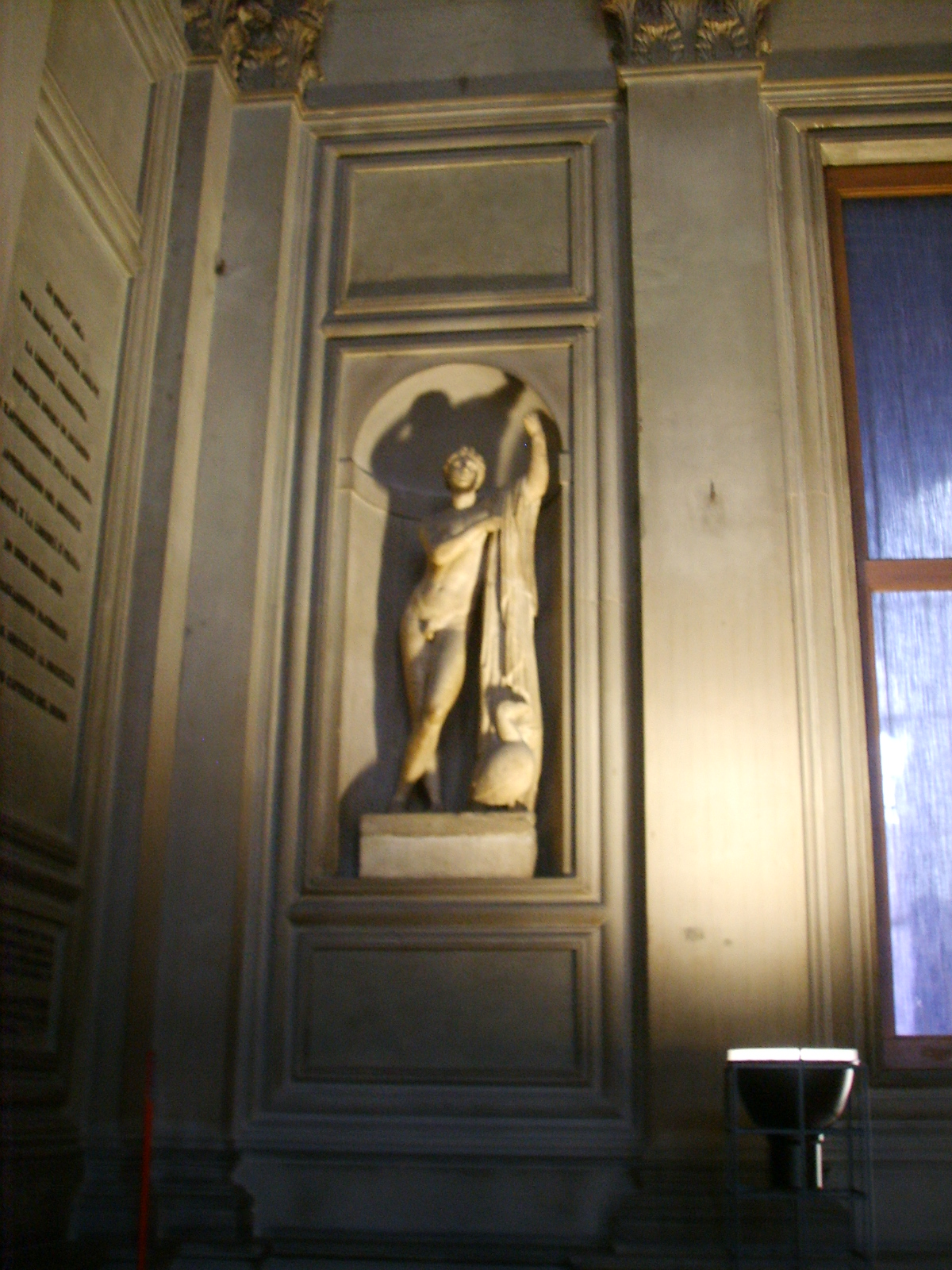
Statua romana

### Sculture lungo i lati

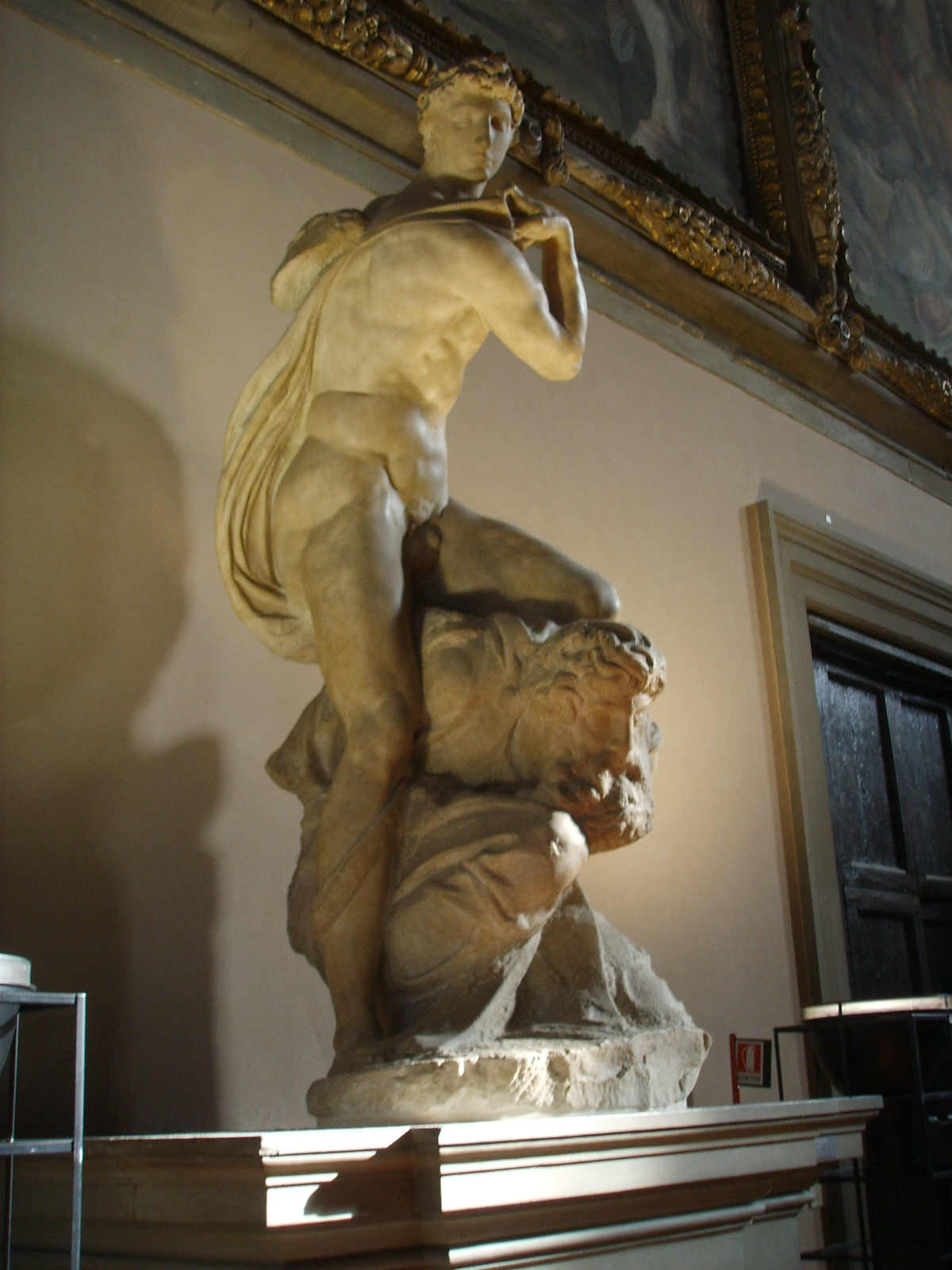
Il Genio della Vittoria di Michelangelo

I lati sono decorati da una serie di statue su alti piedistalli tra le quali spicca il Genio della Vittoria di Michelangelo Buonarroti (1533-1534), scolpito per la tomba di Giulio II e donato a Cosimo I dal nipote dell'artista Leonardo Buonarroti, essendo ormai la tomba completata senza questa statua. Venne posta nella sala nel 1565 e, dopo aver subito vari trasferimenti, vi venne ricollocata solo nel 1980. La statua è famosa per il senso del movimento e la vigorosa torsione che tanto ispirò gli scultori manieristi.
Al lato opposto è presente il gesso di Firenze che trionfa su Pisa, modello della statua marmorea di Giambologna e Pietro Francavilla oggi al Bargello. Anticamente si trovava qui l'originale dal 1565, poi venne sostituito col gesso verso il 1589. Anche questa opera venne ricollocata qui nel 1980.
Le sei statue lungo le pareti rappresentano le "Fatiche di Ercole" sono opera di Vincenzo de' Rossi e collaboratori, eseguite tra il 1562 e il 1572 e collocate nel salone nel 1592 in occasione del battesimo di Cosimo, il figlio primogenito di Ferdinando I de' Medici. Una settima statua, l'Ercole che sostiene il globo di Atlante, venne trasportata dopo il 1620 all'ingresso della villa di Poggio Imperiale dove si trova tutt'oggi.

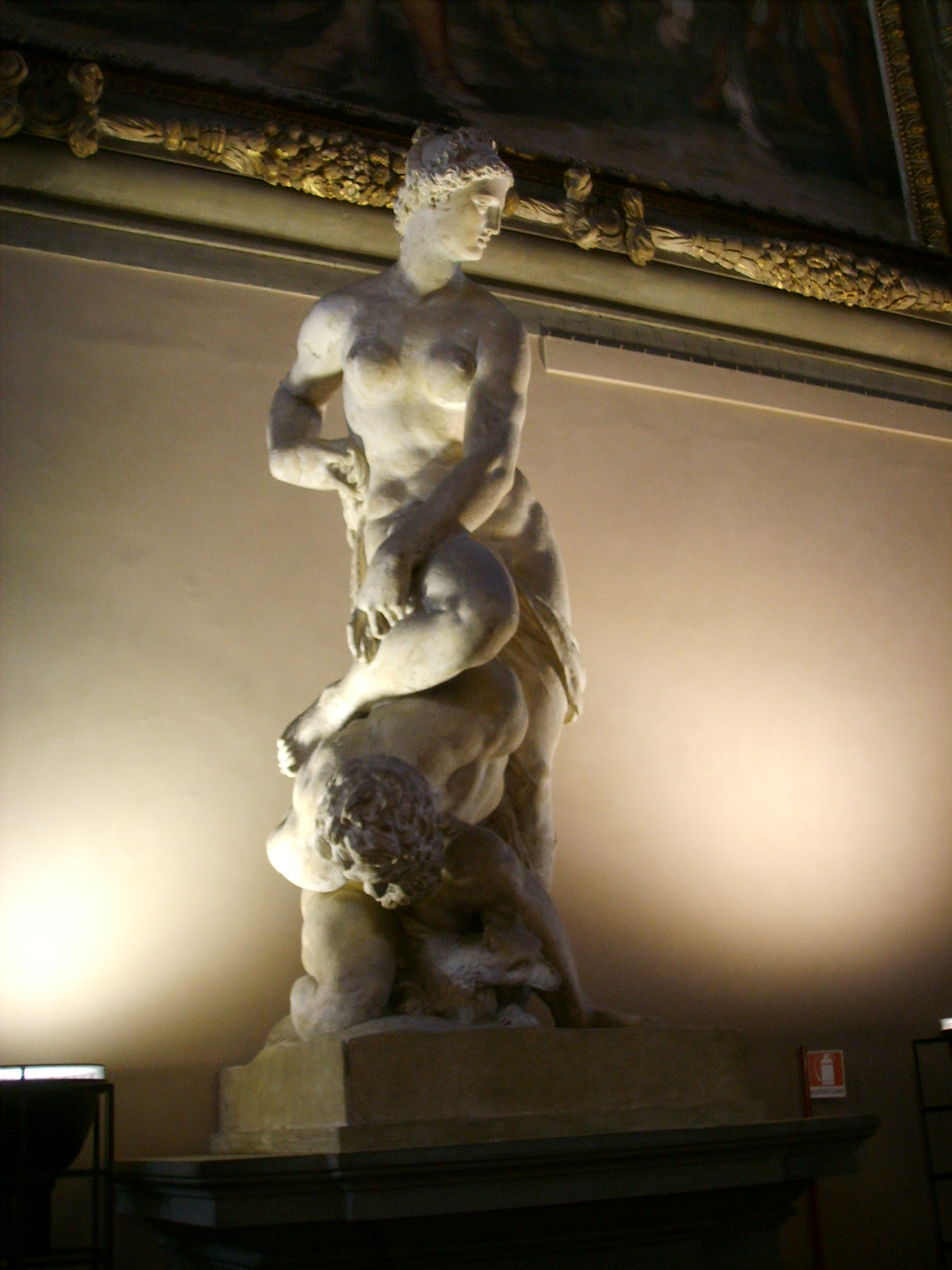
Firenze che trionfa su Pisa
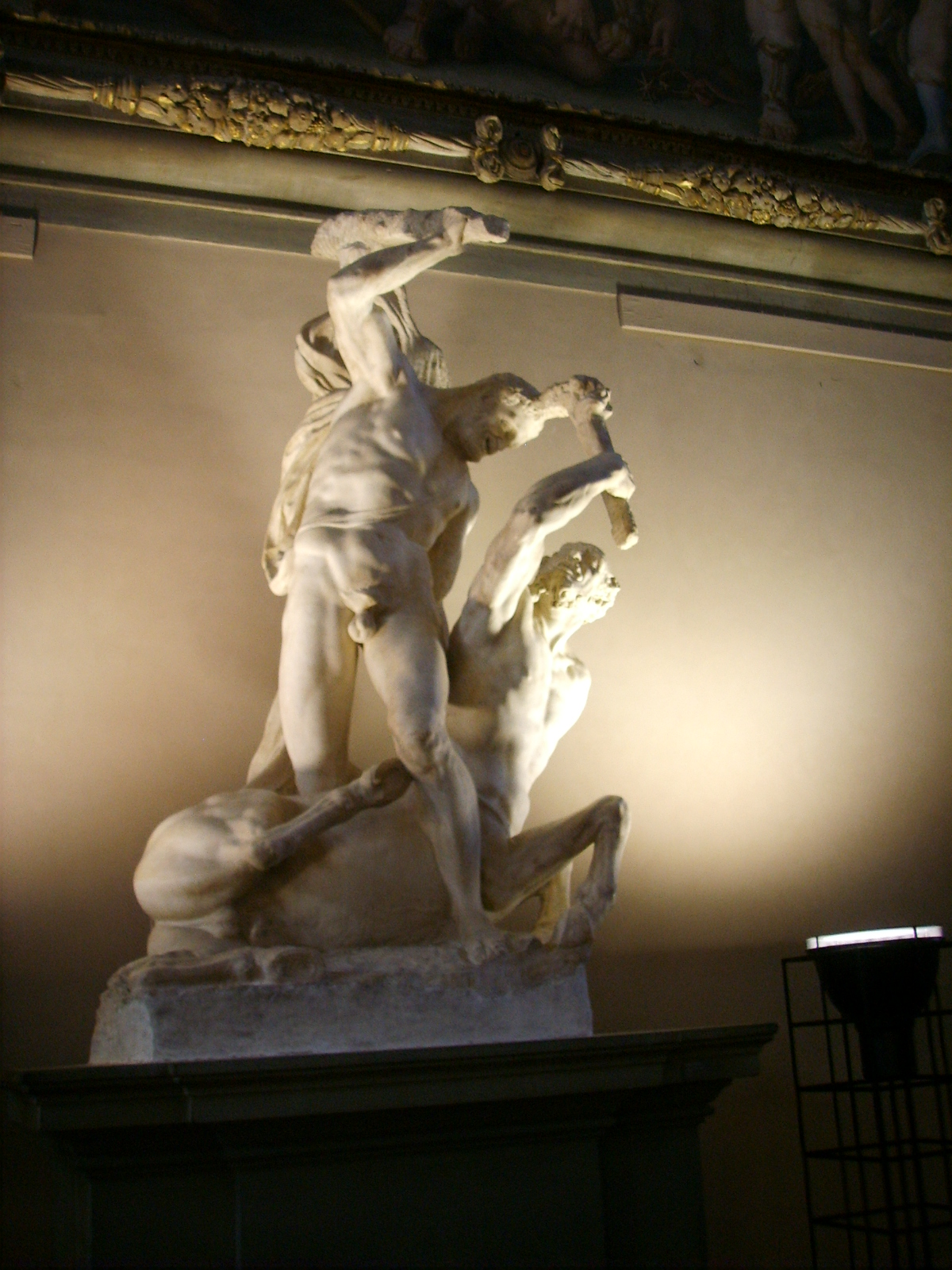
Serie delle Dodici Fatiche di Ercole
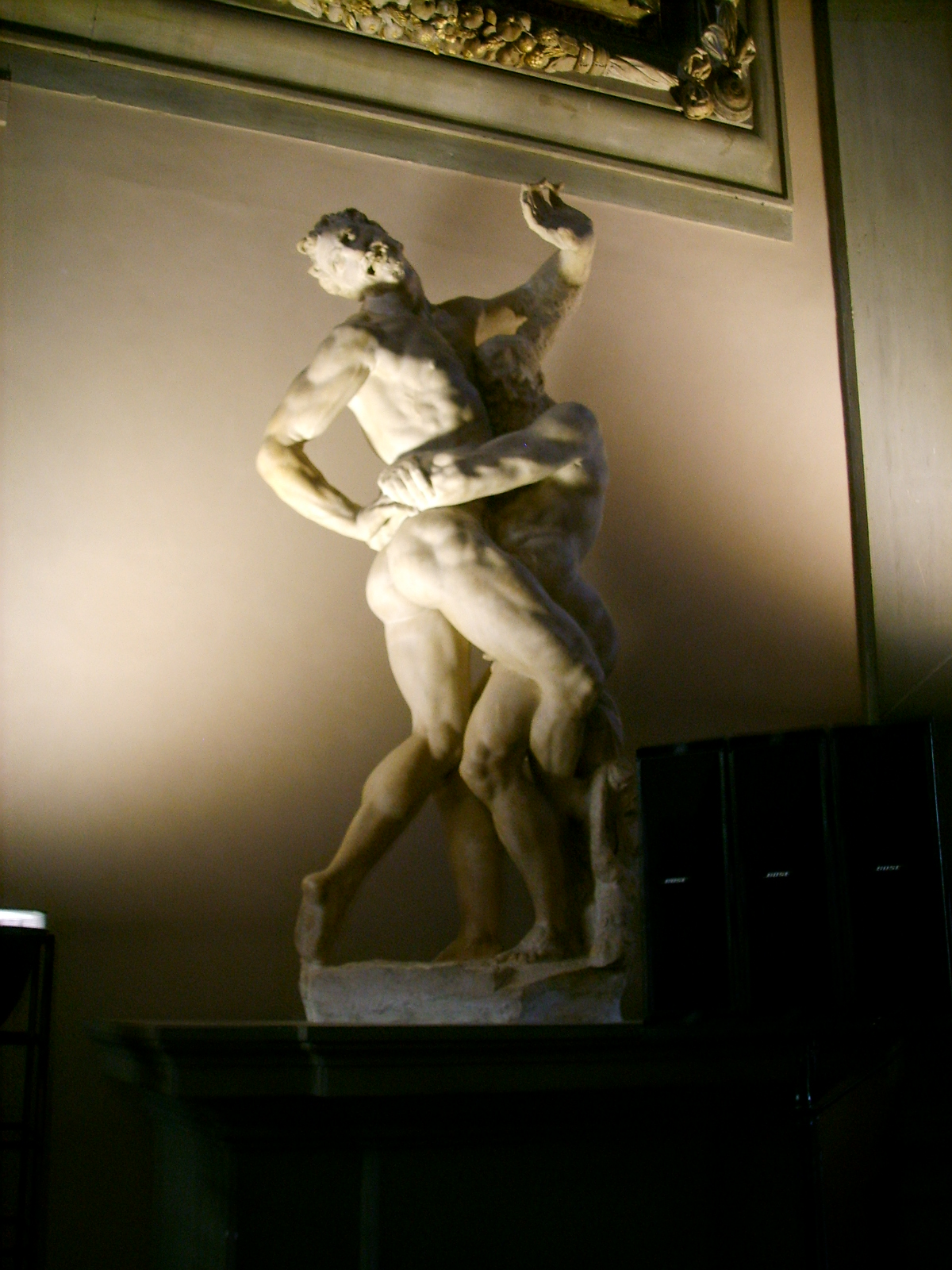
Serie delle Dodici Fatiche di Ercole
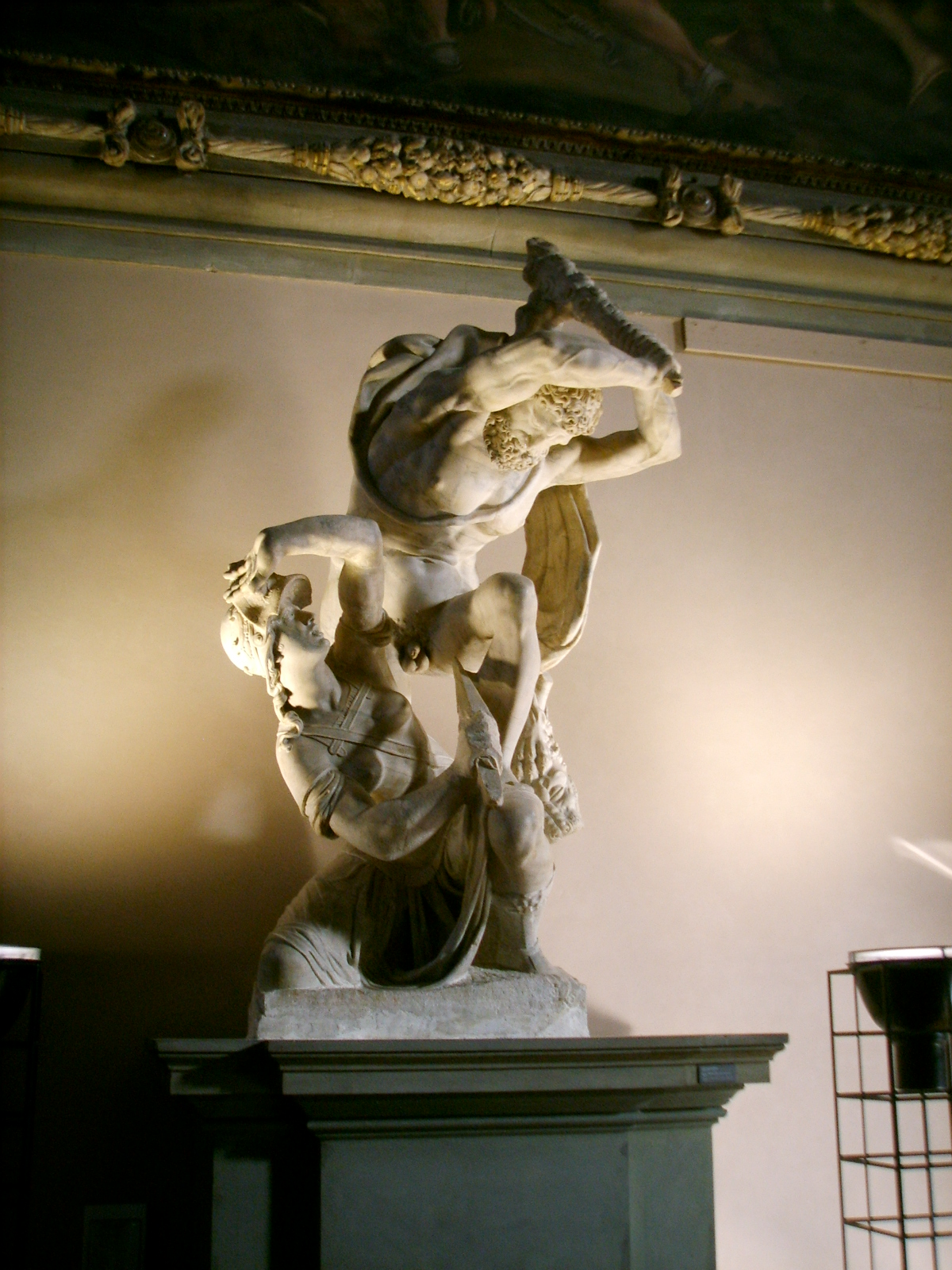
Serie delle Dodici Fatiche di Ercole
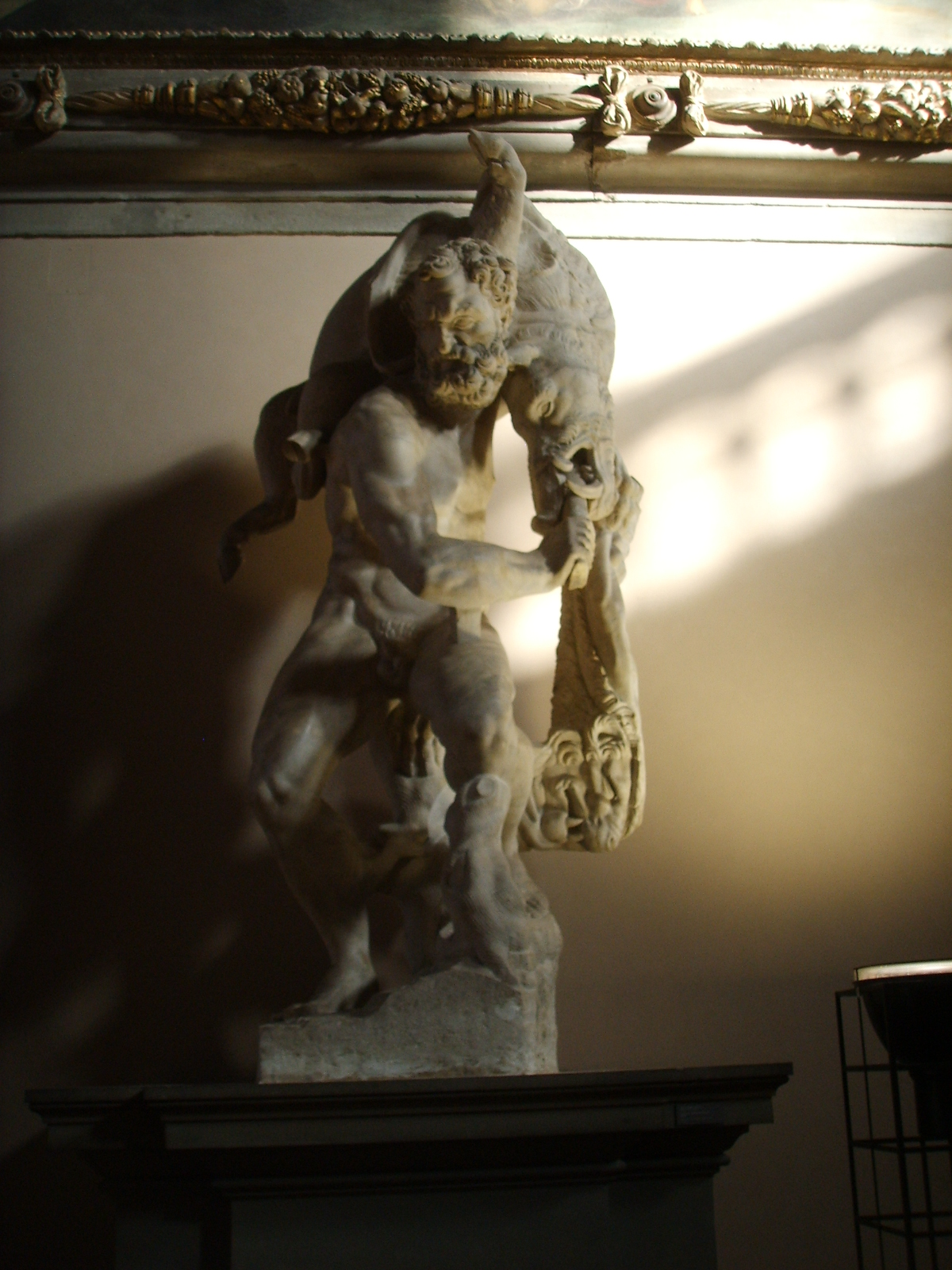
Serie delle Dodici Fatiche di Ercole
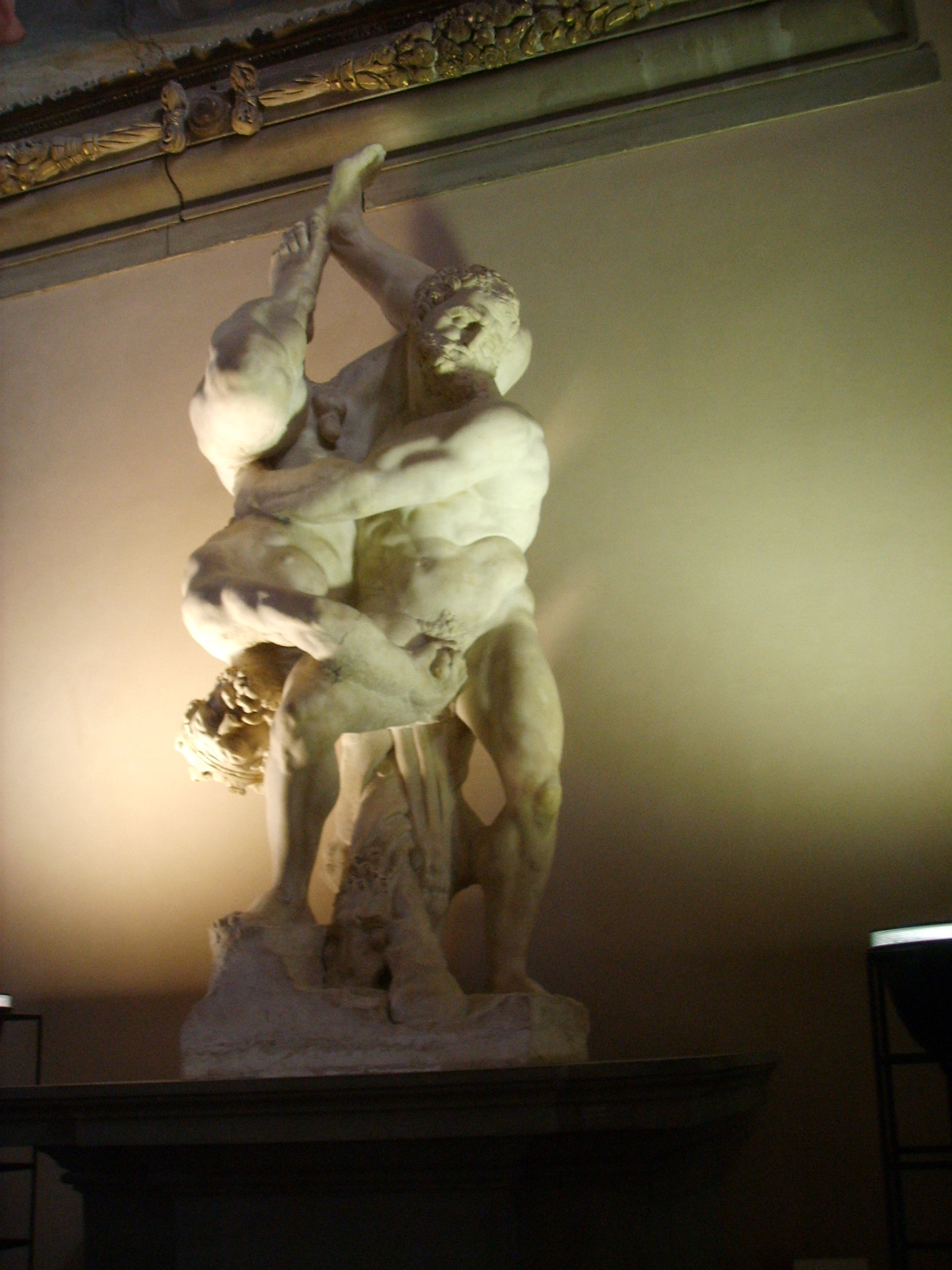
Serie delle Dodici Fatiche di Ercole
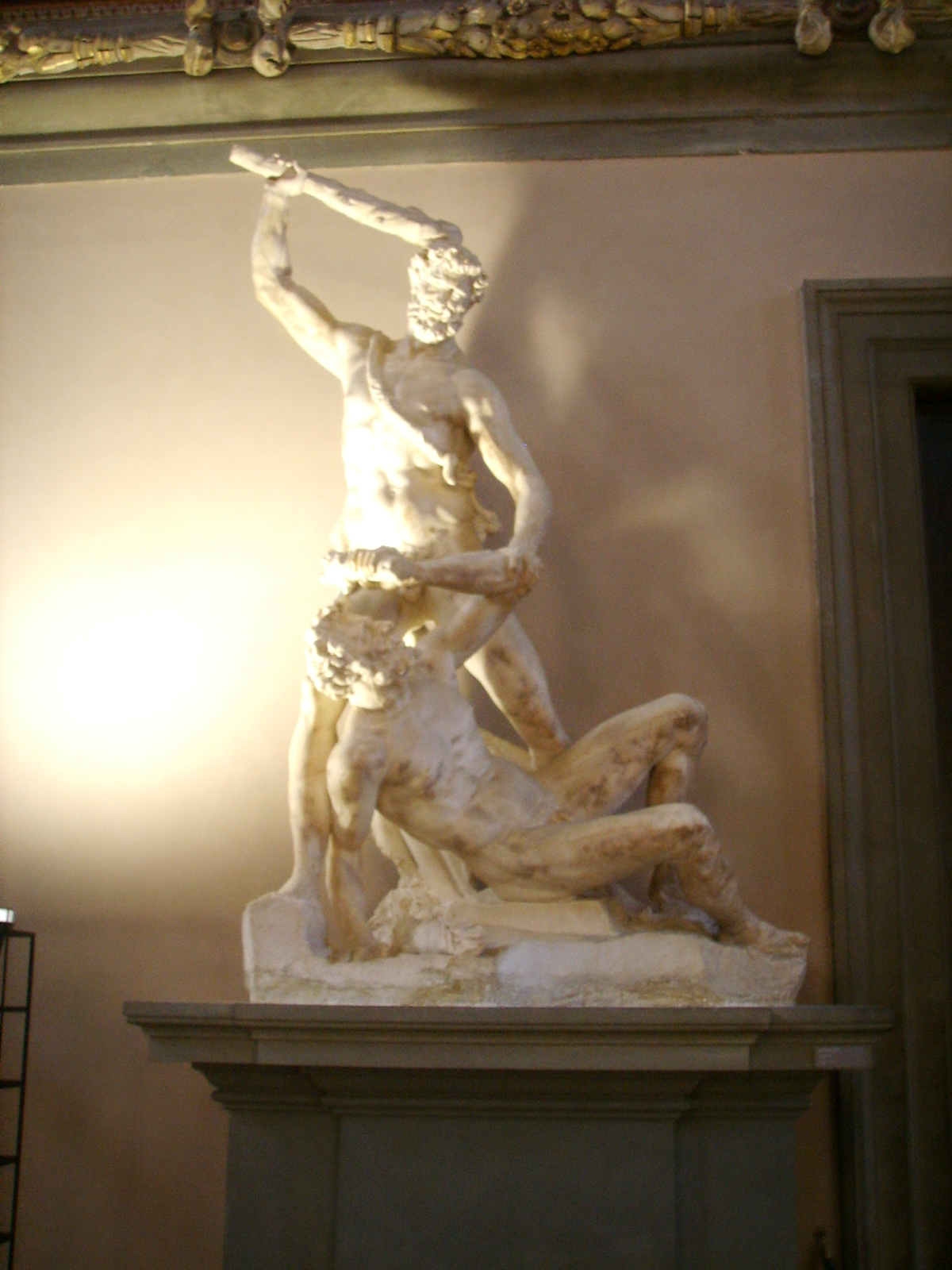
Serie delle Dodici Fatiche di Ercole

### I dipinti

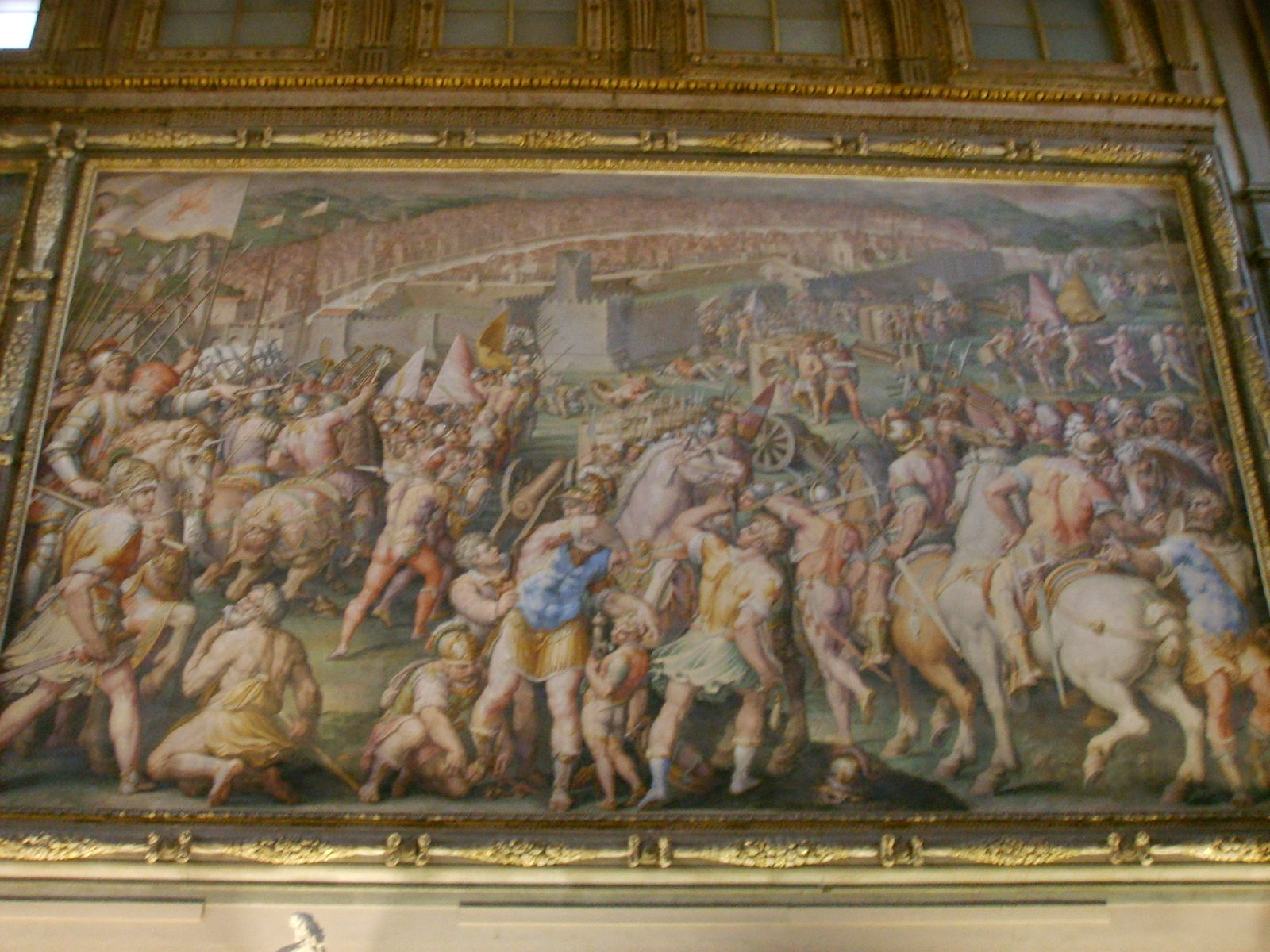
Pisa attaccata dalle truppe fiorentine di Giorgio Vasari

La sala conserva alcuni capolavori del periodo manierista.
Alle pareti Giorgio Vasari dipinse con aiuti sei scene di battaglia che rappresentano i successi militari di Cosimo I sulla Repubblica di Pisa e la Repubblica di Siena:
A est
- La presa di Siena
- La conquista di Porto Ercole
- La vittoria di Cosimo I a Marciano in Val di Chiana

A ovest
- La sconfitta dei pisani alla torre di San Vincenzo
- Massimiliano d'Austria tenta la conquista di Livorno
- Pisa attaccata dalle truppe fiorentine

Completano la decorazione della sala quattro grandi dipinti su ardesia agli angoli della sala in posizione rialzata al di sotto del soffitto. Su queste pitture si possono intravedere i pannelli rettangolari di pietra che li compongono. Vicino all'Udienza si trovano i due di Jacopo Ligozzi (1590-1592), tra i quali spicca la scena di Papa Bonifacio VIII che riceve gli ambasciatori: l'episodio è particolarmente caro alla memoria cittadina, perché il papa, accorgendosi che tutti gli ambasciatori erano fiorentini, pronunciò la famosa frase: "Voi fiorentini siete la quintessenza".
Le pitture sul lato opposto sono opera del Passignano (1597-1599).
Il complesso decorativo sarebbe completato da una serie di arazzi cinquecenteschi, che vengono appesi solo in occasioni speciali. Tra questi figurano soprattutto le "Storie della vita di Giovanni Battista", riprese da affreschi di Andrea del Sarto.
Lungo il fianco della parete d'ingresso si apre anche l'accesso allo Studiolo di Francesco I.